# 富田菜摘
富田 菜摘（とみた なつみ、1986年 - ）は、東京都出身の現代美術作家。多摩美術大学絵画学科油画専攻卒業。

## 作風
- 高校3年生の頃から廃材を使い、作品制作を開始する。[1]

- 不要となった日用品や電子機器、廃材を丁寧に組み立て、表情豊かで愛らしい動物の立体作品を制作している。
- 代表的なモチーフは、カメやサル、鳥、恐竜など。2メートルにおよぶ大型の作品や、キャスターつきの椅子を土台とした可動式の作品も手がけている。これら金属作品と並行して、新聞や雑誌の切り抜きを使った人物作品を発表。
- 身近にある廃材を使ったワークショップの開催、店舗やテレビ番組の美術制作、ミュージックビデオのアートワークなども担当し、幅広く活動している。

## 個展
- 「Wonder Orchestra」（Bunkamura Gallery、東京、2017）
- 「中吊りの日々」（ギャルリー東京ユマニテ　2018）
- 「富田菜摘　スクラップ・ワールド」（ヤマザキマザック美術館、愛知、2020）
- 「クリエイティブリユースでアート！×富田菜摘『ものものいきもの』展」（調布市文化会館たづくり、2020）
- 「日常に非ず」「Monkey Magic」（ギャルリー東京ユマニテ　2023）＊同時開催

## 出演
- 「もったいナイト」（NHK-BS）
- 「こんにちはいっと６けん」（NHK）
- 「スッキリ」（日本テレビ）
- 「news every.」（日本テレビ）
- 「めざましテレビ」（フジテレビ）
- 「アーホ！」（フジテレビ）
- 「ブレイク前夜」（BSフジ）
- 「デザイン・コード」（テレビ朝日）[2]

## ミュージックビデオ
- phatmans after school「さよならスペースシャトル」[3]

## 作品展示先
- 浜田市世界こども美術館
- 東京オペラシティアートギャラリー
- 佐藤美術館（東京）
- 府中市美術館
- 多摩美術大学美術館[4]